# Махмуд Ахмадинежад
Махмуд Ахмадинежад (перс. محمود احمدی‌نژاد; Арадан, 28. октобар 1956) је био шести председник Исламске Републике Иран. На председничкој функцији био је од 3. августа 2005. године до 3. августа 2013. године.
Као младић студирао је у Техерану, где се касних 1970-их придружио радикалним исламским студентима за време иранске Исламске револуције. Учествовао је као инжињерац Исламске револуционарне гарде у Ирачко-иранском рату. Након њих је служио у низу административних функција, од којих је најважнија била гувернер провинције Ардабил од 1993. године до 1997. године.
Године 2003. изабран је за градоначелника Техерана где је одмах заузео оштар конзервативни курс, али се истакао и бригом за најсиромашније становништво. Захваљујући томе је, на изненађење многих, године 2005. изабран за председника.
Његова администрација се одмах испрофилисала као много конзервативнија и у спољној политици радикалнија од његовог умереног и реформаторског претходника Мохамеда Хатамија. Један од примера јесте и његова контроверзна изјава у октобру 2005. године коју су многи протумачили као позив на потпуно уништење Израела.

## Ставови
Иако је одбацио оптужбе да је антисемита, Ахмадинеџад са времена на време давао анти-израелске и антиционистичке изјаве као што су позивање на међународну јеврејску заверу и порицање Холокауста. Такође подржава завере о нападима 11. септембра 2001. године.

## Повлачење из политике
После истека другог председничког мандата донео је одлуку да се повуче из политичког живота и врати се свом првобитном занимању професора на Универзитету за науку и технологију у Техерану.